# Hug, el troglodita
Hug, el troglodita (después, Hugh) es una serie de historietas creada por el dibujante español Jorge Gosset Rubio, y que apareció por primera vez en la revista Tío Vivo en 1965.

## Trayectoria editorial
En 1999, se edita una antología de la serie como volumen número 31 de la colección Clásicos del humor de RBA.

## Argumento y personajes
Hugh vive en la Edad de Piedra rodeado de pepesaurios y muy aburrido porque todavía no se ha inventado la televisión. Intenta conseguir huevos de pedrodáctilo para alimentarse, pero como es aplastado antes por sus colosales madres tiene que conformarse con comer nabos, su amigo el sabio Pitakoras logró inventar la sopa de ajo.